# 고토쿠선
고토쿠선(일본어: 高徳線, こうとくせん)은 시코쿠 여객철도의 철도 노선 가운데 하나이다.

## 역사
고토쿠 선은 다카마쓰 쪽부터 서서히 연장되기 시작해 1935년에 전선이 개통되었으나, 이 중 이타노 - 요시나리 구간은 아사 전기 궤도가 개업했던 구간을 국유화, 편입한 것이다.
아사 전기 궤도는 도쿠시마와 나루토를 잇기 위한 목적으로 후루카와 - 나카하라 - 요시나리 - 이케야 - 무야 간을 1916년에 개업했으나 요시노강을 건너는 다리를 세우지 못하고 나카하라부터 도쿠시마 시가의 도미다 교까지의 연락선을 운행했다. 1923년에는 이케야부터 아와오테라 (현재의 이타노) - 가지야바라 간을 개업했었다. 덧붙여, 아사 전기 궤도는 이름과는 다르게 전선이 비전화되어 있었고, 전철화를 할 수 없어 나중에 아와 철도로 개칭하게 되었다.
시코쿠의 국철, JR선 내에서는 최후까지 증기기관차, 정기 객차열차의 영업 운행을 했던 노선이다.
- 1899년 2월 16일: 도쿠시마 철도 카모지마 - 사코 - 도쿠시마 간 개업.
- 1907년 9월 1일: 도쿠시마 철도 국유화.
- 1916년 7월 1일: 아사 전기 궤도 후루카와 - 나카하라 - 요시나리 - 이케야 - 무야 간 개업.
- 1923년 2월 15일: 이케야 - 아와오테라 - 가지야바라 간 개업.
- 1925년 8월 1일: 고토쿠 선 다카마쓰 - 시도 개업.
- 1925년 12월 21일: 다카마쓰 - 야시마 간에 리쓰린 역 개업.
- 1926년 3월 21일: 고토쿠 선 시도 - 사누키쓰다 간 개업.
- 1926년 5월 10일: 아사 전기 궤도가 아와 철도로 사명 변경.
- 1928년 4월 15일: 고토쿠 선 사누키쓰다 - 히케타 간 개업.
- 1933년 7월 1일: 아와 철도의 후루카와 - 무야 간, 이케야 - 가지야바라 간이 국유화되면서 아와 선이 됨. 아와오테라 역을 반자이 역, 이치바 역을 아와이치바 역으로 개칭.
- 1935년 3월 20일: 히케다 - 반자이 간, 요시나리 - 사코 간 개업으로 전선 개통. 다카마쓰 - 도쿠시마 간이 고토쿠 본선으로, 반자이 - 가지야바라 간을 가지야바라 선이 됨. 후루카와 - 요시나리 간은 폐지.
- 1952년 1월 27일: 조다 - 사누키쓰다 간에 간자키 역 개업.
- 1956년 4월 10일: 반자이 역을 이타노 역으로 개칭.
- 1959년 9월 15일: 다카마쓰 역 이전으로 노선이 0.3km 연장됨.
- 1961년 9월 1일: 야시마 - 시도 간에 야쿠리구치 역 개업.
- 1961년 10월 1일: 사누키쓰다 - 니부 간에 쓰루와 역 개업.
- 1971년 4월 1일: 이케야 - 쇼즈이 간의 아와이치바 역을 폐지.
- 1972년 1월 16일: 가지야바라 선 이타노 - 가지야바라 간 폐지.
- 1976년 11월 1일: 리쓰린 역 부근이 고가화됨.
- 1977년 3월 15일: CTC화.
- 1986년 11월 1일: 화물 영업을 폐지함. 다카마쓰 - 리쓰린 간에 리쓰린코엔키타구치 역을, 리쓰린 - 야시마 사이에는 기타초 역을, 야시마 - 야쿠리구치 간에 후루타카마쓰미나미 역을, 야쿠리구치 -시도 간에 사누키무레 역을 개업.
- 1987년 3월 23일: 다카마쓰 - 리쓰린코엔키타구치 간에 쇼와마치 역 개업.
- 1987년 4월 1일: 일본국유철도 분할 민영화에 따라서 시코쿠 여객철도가 계승.
- 1988년 4월 10일: 고토쿠 선 고속화 (최고속도 110km/h화, 이전까지는 85km/h였음) 완공. 특급 우즈시오 호 운전 개시.
- 1988년 6월 1일: 선로 명칭 개정으로 고토쿠선이 됨.
- 1993년 7월 27일: 사코 역 부근이 고가화 됨.
- 1998년 3월 14일: 고토쿠 선 고속화 (최고속도 130km/h화) 완공. 시코 - 조다 간에 오렌지타운 역 개업.
- 2001년 5월 13일: 다카마쓰 역을 이전하여 다시 노선이 0.3km 단축됨.

## 차량
- 키하40형·키하47형
- 키하185계(특급 열차만)
- 1000형·1200형
- 1500형
- 2000계(특급 열차만)

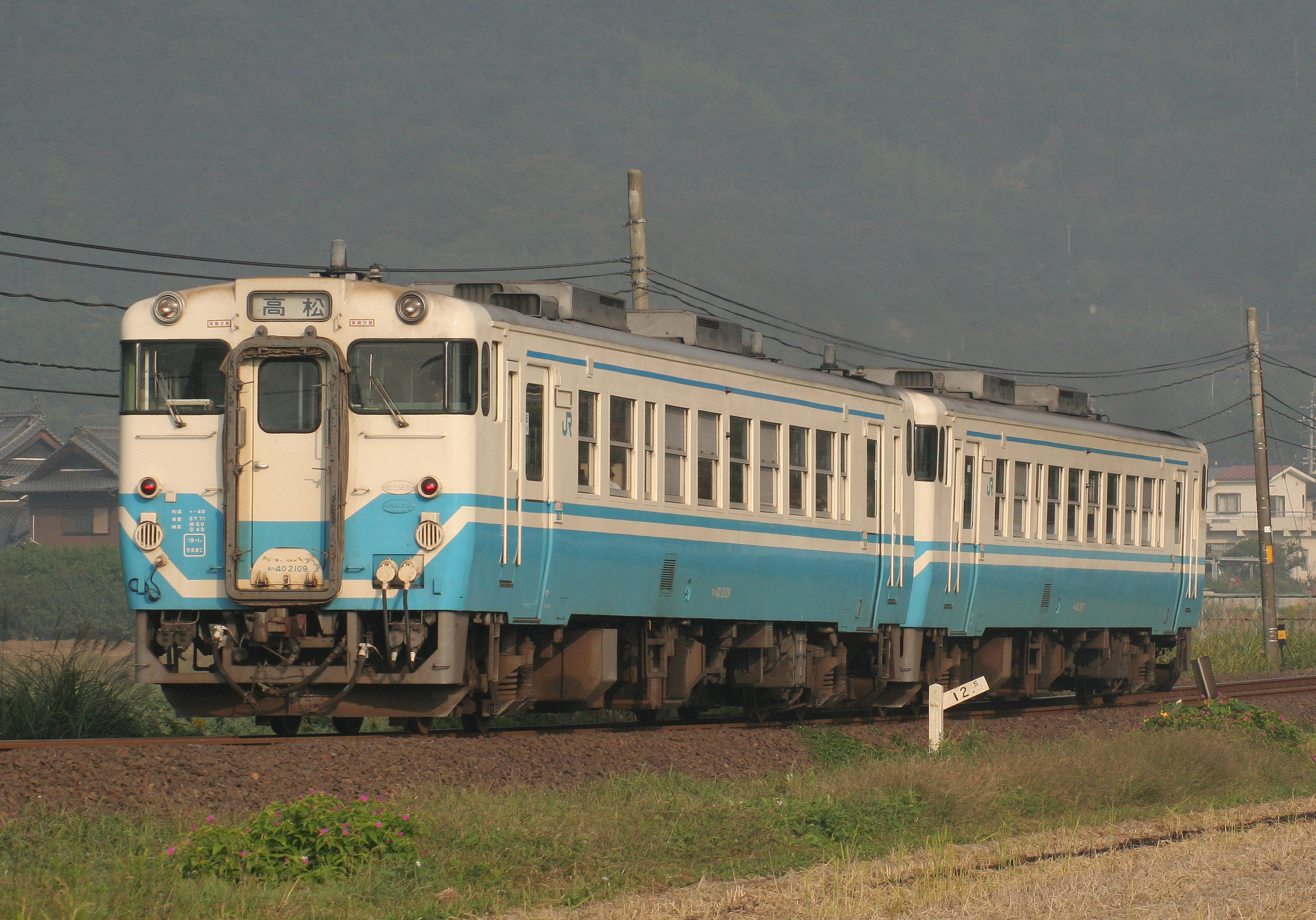
키하40형
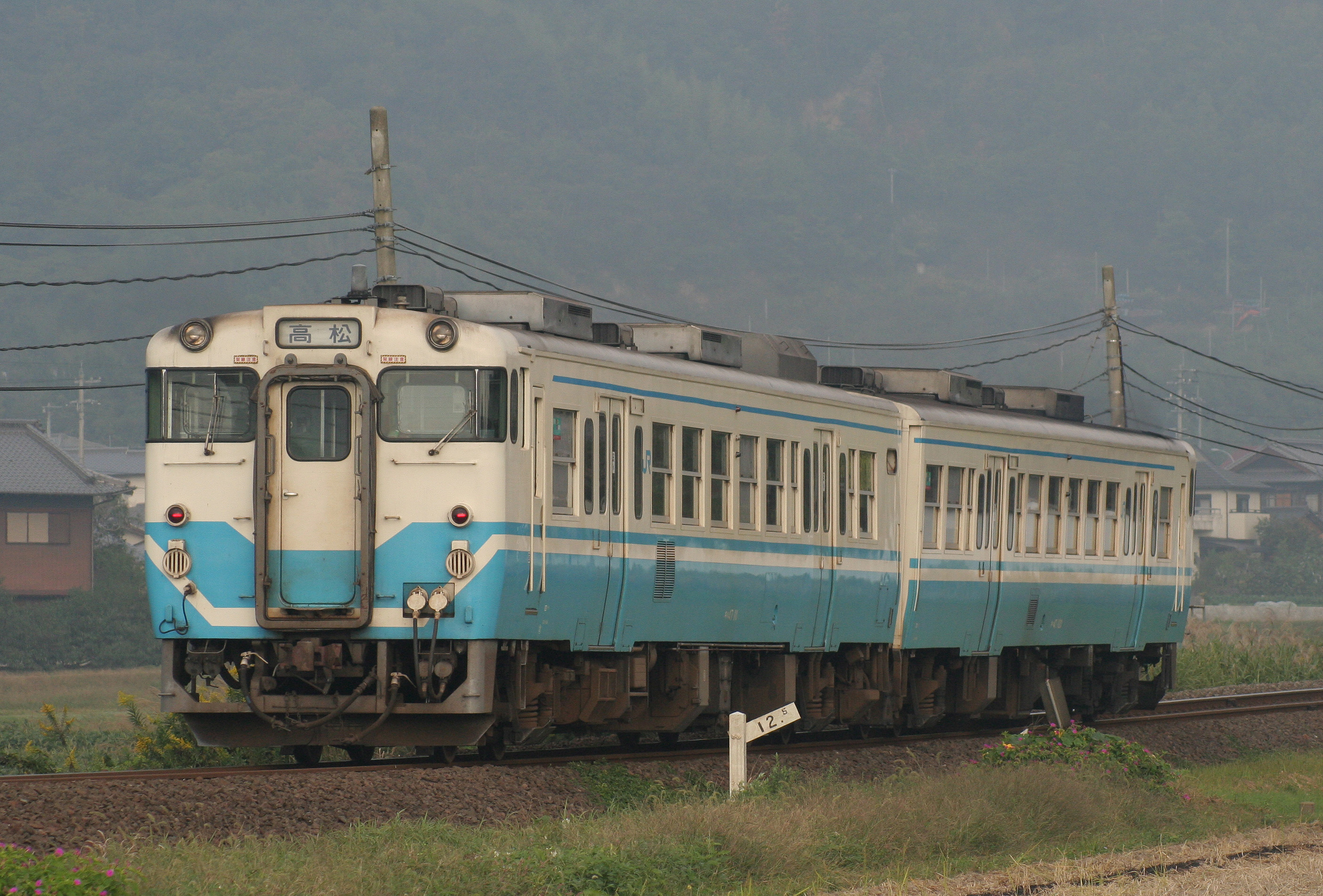
키하47형
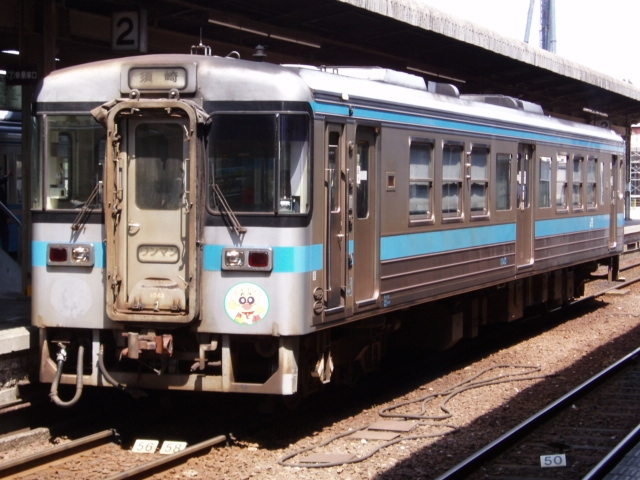
1000형
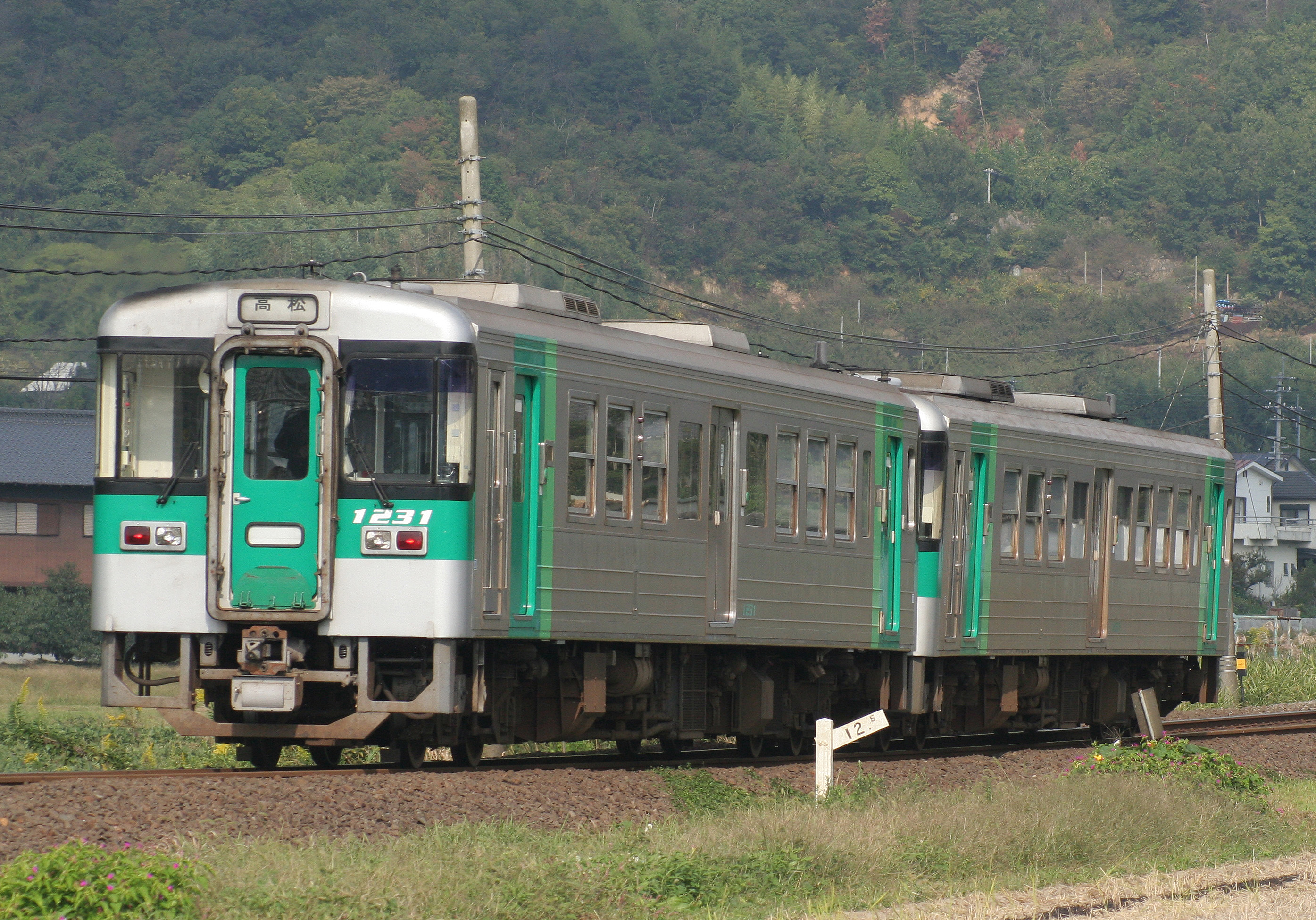
1200형
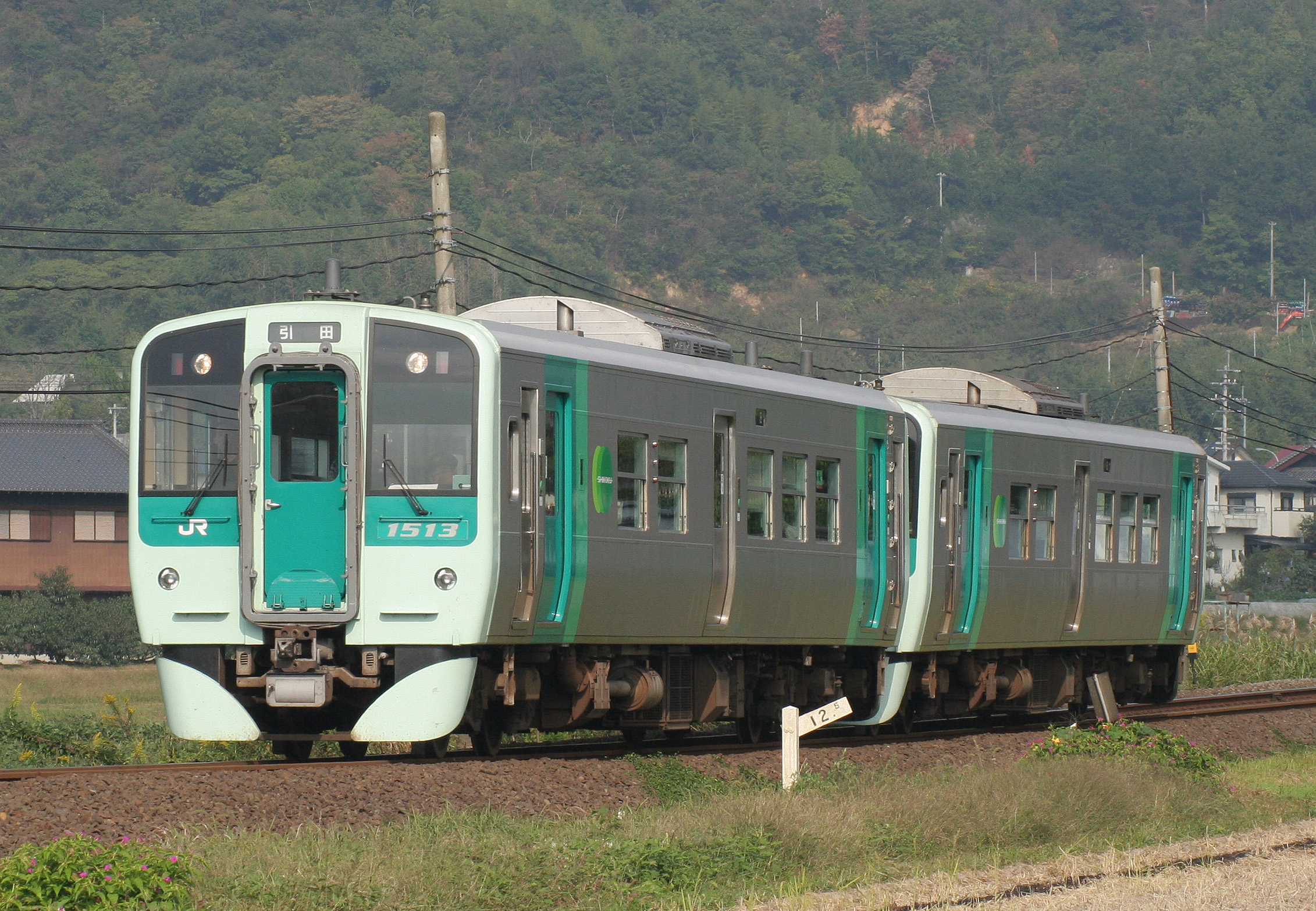
1500형
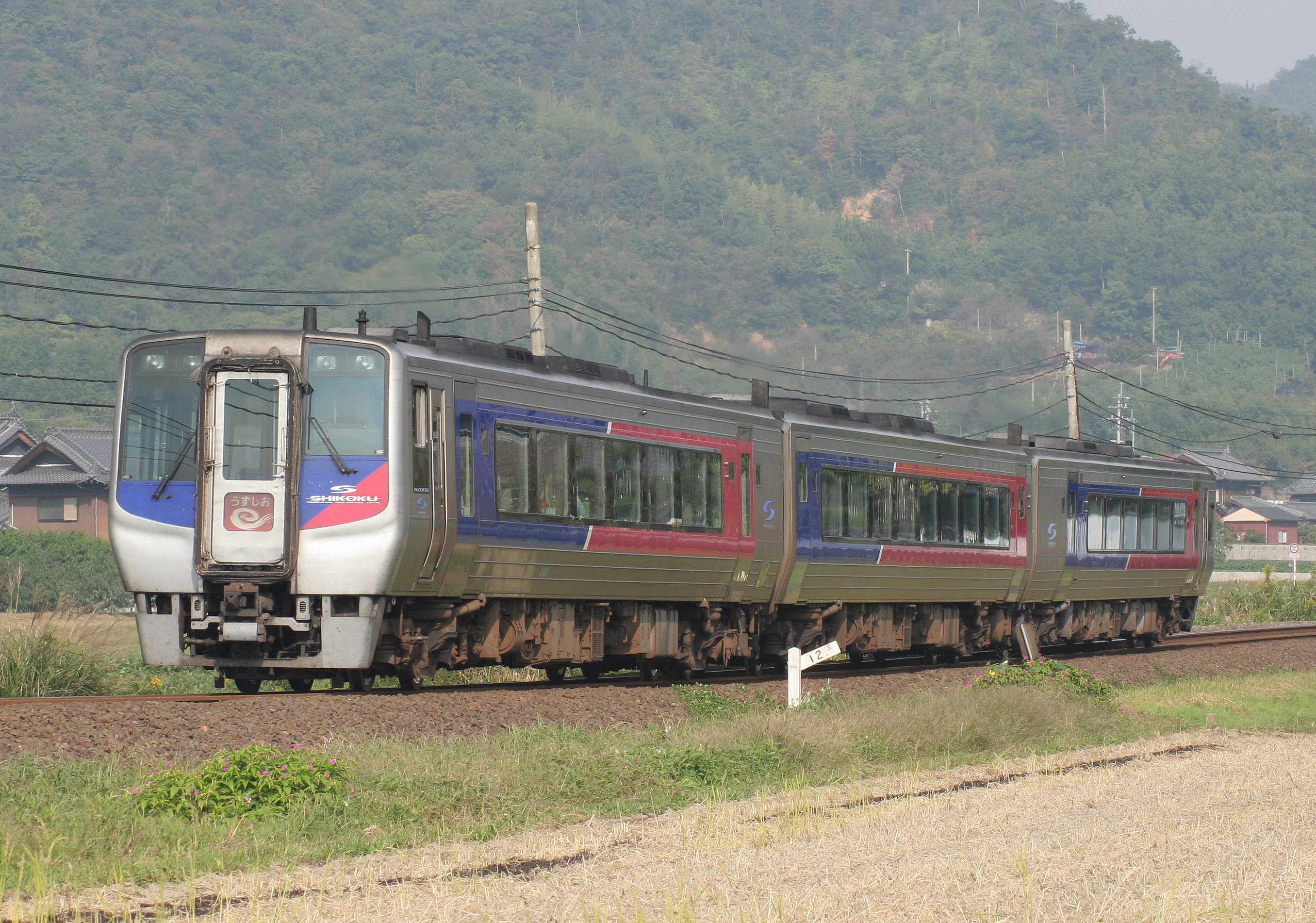
2000계(N2000계)

## 역 목록
| 역 번호 | 역 이름            | 일본어 이름    | 영업 거리 (km) | 접속 노선                                            | 소재지            | 소재지               |
| ------- | ------------------ | -------------- | -------------- | ---------------------------------------------------- | ----------------- | -------------------- |
| T 28    | 다카마쓰           | 高松           | 0.0            | 요산선                                               | 가가와현          | 다카마쓰시           |
| T 27    | 쇼와초             | 昭和町         | 1.5            |                                                      | 가가와현          | 다카마쓰시           |
| T 26    | 리쓰린코엔기타구치 | 栗林公園北口   | 3.2            |                                                      | 가가와현          | 다카마쓰시           |
| T 25    | 리쓰린             | 栗林           | 4.3            |                                                      | 가가와현          | 다카마쓰시           |
| T 24    | 기타초             | 木太町         | 6.7            |                                                      | 가가와현          | 다카마쓰시           |
| T 23    | 야시마             | 屋島           | 9.5            |                                                      | 가가와현          | 다카마쓰시           |
| T 22    | 후루타카마쓰미나미 | 古高松南       | 10.8           |                                                      | 가가와현          | 다카마쓰시           |
| T 21    | 야쿠리구치         | 八栗口         | 12.3           |                                                      | 가가와현          | 다카마쓰시           |
| T 20    | 사누키무레         | 讃岐牟礼       | 13.4           | 다카마쓰코토히라 전기 철도 시도 선 (야쿠리신미치 역) | 가가와현          | 다카마쓰시           |
| T 19    | 시도               | 志度           | 16.3           | 다카마쓰코토히라 전기 철도 시도 선 (고토덴 시도 역)  | 가가와현          | 사누키시             |
| T 18    | 오렌지타운         | オレンジタウン | 18.9           |                                                      | 가가와현          | 사누키시             |
| T 17    | 조다               | 造田           | 21.3           |                                                      | 가가와현          | 사누키시             |
| T 16    | 간자키             | 神前           | 23.4           |                                                      | 가가와현          | 사누키시             |
| T 15    | 사누키쓰다         | 讃岐津田       | 27.7           |                                                      | 가가와현          | 사누키시             |
| T 14    | 쓰루와             | 鶴羽           | 30.4           |                                                      | 가가와현          | 사누키시             |
| T 13    | 니부               | 丹生           | 34.4           | 히가시카가와시                                       | 가가와현          |                      |
| T 12    | 산본마쓰           | 三本松         | 37.6           | 히가시카가와시                                       | 가가와현          |                      |
| T 11    | 사누키시로토리     | 讃岐白鳥       | 40.7           | 히가시카가와시                                       | 가가와현          |                      |
| T 10    | 히케타             | 引田           | 45.1           | 히가시카가와시                                       | 가가와현          |                      |
| T 09    | 사누키아이오이     | 讃岐相生       | 47.6           | 히가시카가와시                                       | 가가와현          |                      |
| T 08    | 아와오미야         | 阿波大宮       | 53.2           | 도쿠시마현                                           | 이타노군 이타노정 |                      |
| T 07    | 이타노             | 板野           | 58.0           | 도쿠시마현                                           | 이타노군 이타노정 |                      |
| T 06    | 아와카와바타       | 阿波川端       | 59.8           | 도쿠시마현                                           | 이타노군 이타노정 |                      |
| T 05    | 반도               | 板東           | 62.1           | 도쿠시마현                                           | 나루토시          |                      |
| T 04    | 이케노타니         | 池谷           | 64.2           | 도쿠시마현                                           | 나루토시          | 나루토 선            |
| T 03    | 쇼즈이             | 勝瑞           | 66.9           | 도쿠시마현                                           |                   | 이타노 군 아이즈미정 |
| T 02    | 요시나리           | 吉成           | 68.2           | 도쿠시마현                                           | 도쿠시마시        |                      |
| T 01    | 사코               | 佐古           | 73.1           | 도쿠시마현                                           | 도쿠시마시        | 도쿠시마 선          |
| T 00    | 도쿠시마           | 徳島           | 74.5           | 도쿠시마현                                           | 도쿠시마시        | 무기 선              |